# George Trefgarne, 1. Baron Trefgarne

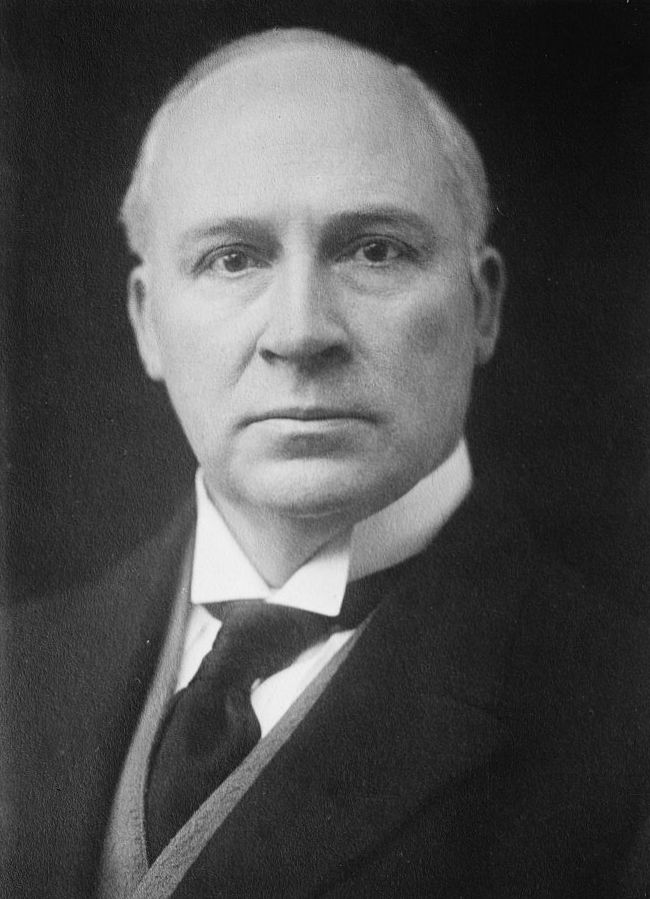
George Trefgarne, 1. Baron Trefgarne

George Morgan Trefgarne, 1. Baron Trefgarne (geborener Garro-Jones, * 14. September 1894 in Haverfordwest, Pembrokeshire; † 27. September 1960) war ein britischer Politiker und Peer.

## Leben
George Trefgarne wurde als George Morgan Garro-Jones als Sohn des anglikanischen Geistlichen Rev. David Garro-Jones (1864–1935) und dessen Ehefrau Sarah Griffiths geboren. Ausgebildet wurde er in dem Internat Caterham School. 1913 meldete er sich zur British Army und nahm am Ersten Weltkrieg teil. 1923 wurde bei der Rechtsanwaltskammer Gray’s Inn als Barrister zugelassen. Am 9. Mai 1940 heiratete er Elizabeth Churchill († 1987), mit der er vier Kinder zeugte, David Garro (* 1941), Trevor Garro (* 1944), Mary Elizabeth (* 1944) und Gwion George Garro (* 1953). Durch einen Deed Poll ließ er seinen Familiennamen am 21. Januar 1954 zu Trefgarne ändern.

## Politischer Werdegang
Zu den Unterhauswahlen 1923 trat Garro-Jones im Wahlkreis Hackney South für die Liberal Party an, konnte sich jedoch nicht gegen den Labour-Kandidaten Herbert Stanley Morrison durchsetzen. Bei den Unterhauswahlen 1924 gelang es ihm die Stimmmehrheit im Wahlkreis Hackney South zu erringen und er zog erstmals in das Unterhaus ein, dem er zunächst bis 1929 angehörte. Ein weiteres Mal bewarb sich Garro-Jones bei den Unterhauswahlen 1935 um ein Mandat, diesmal jedoch als Kandidat der Labour Party im schottischen Wahlkreis Aberdeen North. Garro-Jones setzte sich gegen den amtierenden Kandidaten der Conservative Party, John George Burnett, durch und erhielt ein zweites Mal ein Unterhausmandat, das er bis zum Ende der Wahlperiode im Jahre 1945 hielt.
Am 21. Januar 1947 wurde ihm der erbliche Adelstitel Baron Trefgarne, of Cleddau in the County of Pembroke, verliehen. Mit dem Titel war ein Sitz im House of Lords verbunden.